# Orlaya daucoides
Espèce
Synonymes
- Caucalis daucoides L. (basionyme)[1],[2],[3]
- Caucalis platycarpos L., 1759[1],[4]
- Muitis daucoides (L.) Raf.[3]
- Nigera daucoides (L.) Bubani[3]
- Orlaya intermedia Boiss., 1844[4]
- Orlaya kochii Heywood, 1961[1],[2],[3],[4]
- Orlaya platycarpos W.D.J.Koch, 1824[4]
- Orlaya topaliana Beauverd, 1937[1],[2],[3],[4]

Orlaya daucoides (syn. Orlaya platycarpos W.D.J.Koch, 1824), en français Orlaya à fruits plats ou Orlaya de Koch, est une espèce de plantes à fleurs annuelle de la famille des Apiaceae et du genre Orlaya, originaire du bassin méditerranéen.

## Description
Selon l'INPN (24 décembre 2020) et World Flora Online (WFO) (24 décembre 2020), Orlaya daucoides (L.) Greuter, 1967 est synonyme de Orlaya grandiflora (L.) Hoffm., 1814. La différence entre les deux espèces serait que Orlaya daucoides possède moins de rayons et des pétales extérieurs plus courts.

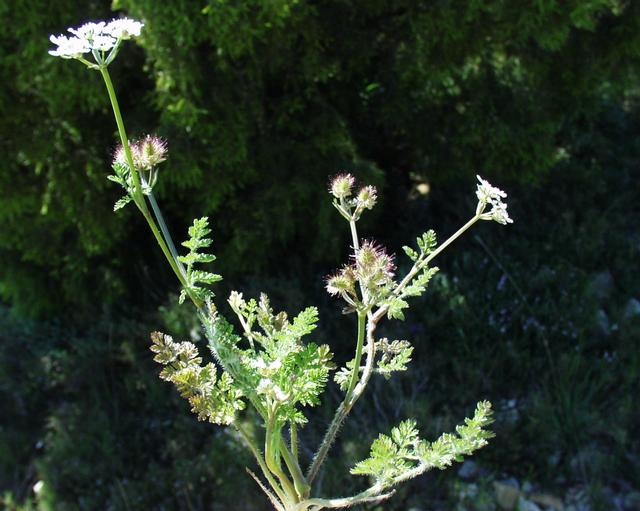
Plante entière fleurie.
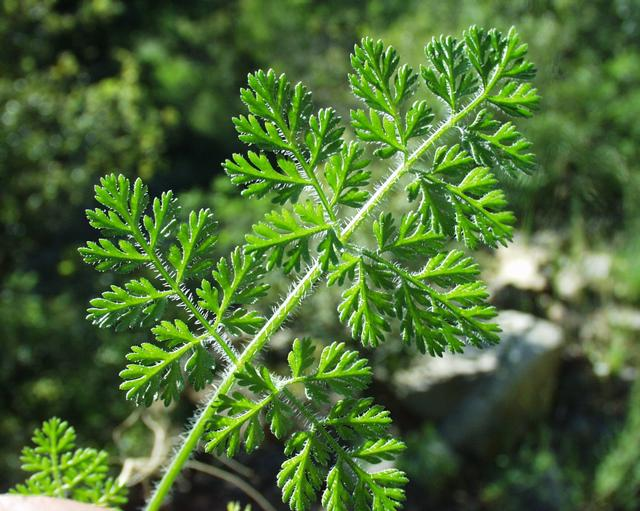
Feuille.
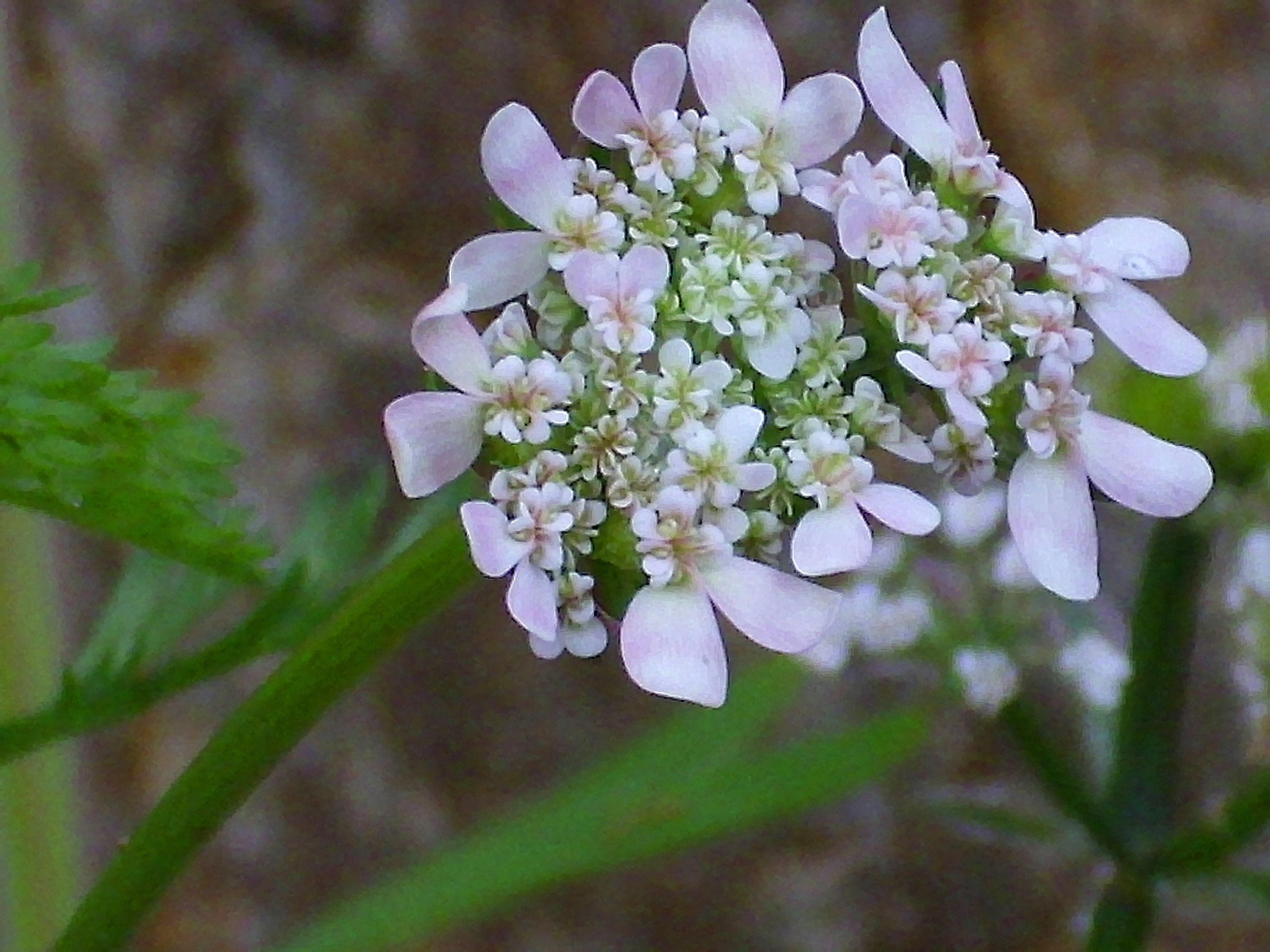
Ombelle..
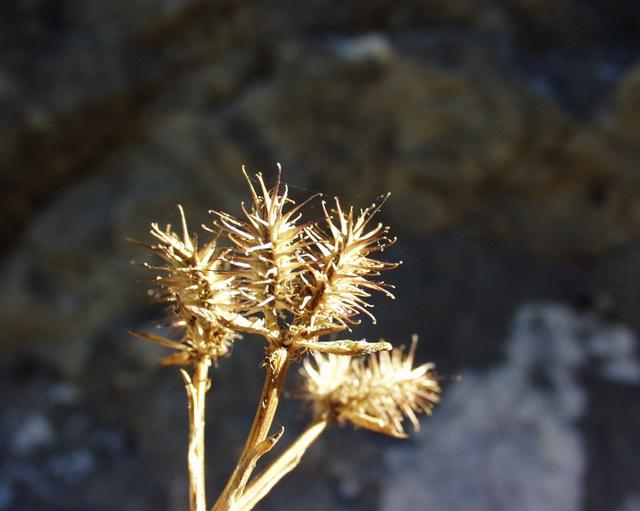
Fruits.

## Répartition
Orlaya daucoides est présente dans la Région méditerranéenne, particulièrement en Espagne, en Grèce, en Israël.